# Vstupní draft NHL 2003
Vstupní draft NHL 2003 byl 42. vstupním draftem v historii NHL.

## Výběry v draftu
Výběry v jednotlivých kolech:
- 1. kolo
- 2. kolo
- 3. kolo
- 4. kolo
- 5. kolo
- 6. kolo
- 7. kolo

Legenda

### 1. kolo
| #  | Hráč                           | Národnost | Tým NHL                                       | Vysokoškolský/juniorský/evropský tým          |
| -- | ------------------------------ | --------- | --------------------------------------------- | --------------------------------------------- |
| 1  | Marc-Andre Fleury (Brankář)    | Kanada    | Pittsburgh Penguins (z týmu Florida Panthers) | Cape Breton Screaming Eagles (QMJHL)          |
| 2  | Eric Staal (Centr)             | Kanada    | Carolina Hurricanes                           | Peterborough Petes (OHL)                      |
| 3  | Nathan Horton (Pravé křídlo)   | Kanada    | Florida Panthers (z týmu Pittsburgh Penguins) | Oshawa Generals (OHL)                         |
| 4  | Nikolaj Žerděv (Pravé křídlo)  | Rusko     | Columbus Blue Jackets                         | CSKA Moskva (Rusko)                           |
| 5  | Thomas Vanek (Levé křídlo)     | Rakousko  | Buffalo Sabres                                | University of Minnesota (NCAA)                |
| 6  | Milan Michálek (Levé křídlo)   | Česko     | San Jose Sharks                               | HC České Budějovice (Česko)                   |
| 7  | Ryan Suter (Obránce)           | USA       | Nashville Predators                           | U.S. National Team Development Program (NAHL) |
| 8  | Braydon Coburn (Obránce)       | Kanada    | Atlanta Thrashers                             | Portland Winterhawks (WHL)                    |
| 9  | Dion Phaneuf (Obránce)         | Kanada    | Calgary Flames                                | Red Deer Rebels (WHL)                         |
| 10 | Andrej Kosticyn (Pravé křídlo) | Bělorusko | Montreal Canadiens                            | CSKA Moskva (Rusko)                           |
| 11 | Jeff Carter (Centr)            | Kanada    | Philadelphia Flyers (z týmu Phoenix Coyotes)  | Sault Ste. Marie Greyhounds (OHL)             |
| 12 | Hugh Jessiman (Pravé křídlo)   | USA       | New York Rangers                              | Dartmouth College (NCAA)                      |
| 13 | Dustin Brown (Pravé křídlo)    | USA       | Los Angeles Kings                             | Guelph Storm (OHL)                            |
| 14 | Brent Seabrook (Obránce)       | Kanada    | Chicago Blackhawks                            | Lethbridge Hurricanes (WHL)                   |
| 15 | Robert Nilsson (Pravé křídlo)  | Švédsko   | New York Islanders                            | Leksands IF (Švédsko)                         |
| 16 | Steve Bernier (Pravé křídlo)   | Kanada    | San Jose Sharks (z týmu Boston Bruins)        | Moncton Wildcats (QMJHL)                      |
| 17 | Zach Parise (Centr)            | USA       | New Jersey Devils (z týmu Edmonton Oilers)    | University of North Dakota (NCAA)             |
| 18 | Eric Fehr (Pravé křídlo)       | Kanada    | Washington Capitals                           | Brandon Wheat Kings (WHL)                     |
| 19 | Ryan Getzlaf (Centr)           | Kanada    | Mighty Ducks of Anaheim                       | Calgary Hitmen (WHL)                          |
| 20 | Brent Burns (Obránce)          | Kanada    | Minnesota Wild                                | Brampton Battalion (OHL)                      |
| 21 | Mark Stuart (Obránce)          | USA       | Boston Bruins (z týmu Toronto Maple Leafs)    | Colorado College (NCAA)                       |
| 22 | Marc-Antoine Pouliot (Centr)   | Kanada    | Edmonton Oilers (z týmu St. Louis Blues)      | Rimouski Océanic (QMJHL)                      |
| 23 | Ryan Kesler (Centr)            | USA       | Vancouver Canucks                             | Ohijská státní univerzita (NCAA)              |
| 24 | Mike Richards (Centr)          | Kanada    | Philadelphia Flyers                           | Kitchener Rangers (OHL)                       |
| 25 | Anthony Stewart (Pravé křídlo) | Kanada    | Florida Panthers (z týmu Tampa Bay Lightning) | Kingston Frontenacs (OHL)                     |
| 26 | Brian Boyle (Centr)            | USA       | Los Angeles Kings (z týmu Colorado Avalanche) | St. Sebastian's (USHS)                        |
| 27 | Jeff Tambellini (Levé křídlo)  | Kanada    | Los Angeles Kings (z týmu Detroit Red Wings)  | University of Michigan (NCAA)                 |
| 28 | Corey Perry (Pravé křídlo)     | Kanada    | Mighty Ducks of Anaheim (z týmu Dallas Stars) | London Knights (OHL)                          |
| 29 | Patrick Eaves (Pravé křídlo)   | USA       | Ottawa Senators                               | Boston College (NCAA)                         |
| 30 | Shawn Belle (Obránce)          | Kanada    | St. Louis Blues (z týmu New Jersey Devils)    | Tri-City Americans (WHL)                      |

### 2. kolo
| #  | Hráč                                | Národnost  | Tým NHL                                           | Vysokoškolský/juniorský/evropský tým |
| -- | ----------------------------------- | ---------- | ------------------------------------------------- | ------------------------------------ |
| 31 | Danny Richmond (Obránce)            | USA        | Carolina Hurricanes                               | University of Michigan (NCAA)        |
| 32 | Ryan Stone (Centr)                  | Kanada     | Pittsburgh Penguins                               | Brandon Wheat Kings (WHL)            |
| 33 | Loui Eriksson (Levé křídlo)         | Švédsko    | Dallas Stars (z týmu Columbus Blue Jackets)       | Frolunda HC (Švédsko)                |
| 34 | Mike Egener (Obránce)               | Německo    | Tampa Bay Lightning (z týmu Florida Panthers)     | Calgary Hitmen (WHL)                 |
| 35 | Konstantin Glazačev (Levé křídlo)   | Rusko      | Nashville Predators (z Buffala Sabres)            | Lokomotiv Jaroslavl (Rusko)          |
| 36 | Vojtěch Polák (Pravé křídlo)        | Česko      | Dallas Stars (z týmu San Jose Sharks)             | Energie Karlovy Vary (Česko)         |
| 37 | Kevin Klein (Obránce)               | Kanada     | Nashville Predators                               | Toronto St. Michael's Majors (OHL)   |
| 38 | Kamil Kreps (Centr)                 | Česko      | Florida Panthers (z týmu Atlanta Thrashers)       | Brampton Battalion (OHL)             |
| 39 | Tim Ramholt (Obránce)               | Švýcarsko  | Calgary Flames                                    | ZSC Lions (Švýcarsko)                |
| 40 | Cory Urquhart (Centr)               | Kanada     | Montreal Canadiens                                | Montreal Rocket (QMJHL)              |
| 41 | Matt Smaby (Obránce)                | USA        | Tampa Bay Lightning (z týmu Phoenix Coyotes)      | Shattuck-Saint Mary's (USHS)         |
| 42 | Petr Vrána (Levé křídlo)            | Česko      | New Jersey Devils                                 | Halifax Mooseheads (QMJHL)           |
| 43 | Josh Hennessy (Centr)               | USA        | San Jose Sharks (z týmu New York Rangers)         | Quebec Remparts (QMJHL)              |
| 44 | Konstantin Puškarev (Levé křídlo)   | Kazachstán | Los Angeles Kings                                 | Ust-Kamenogorsk (Rusko)              |
| 45 | Patrice Bergeron (Centr)            | Kanada     | Boston Bruins                                     | Acadie-Bathurst Titan (QMJHL)        |
| 46 | Dan Fritsche (Centr)                | USA        | Columbus Blue Jackets (z týmu Chicago Blackhawks) | Sarnia Sting (OHL)                   |
| 47 | Matt Carle (Obránce)                | USA        | San Jose Sharks (z týmu Calgary Flames)           | River City Lancers (USHL)            |
| 48 | Dmitrij Černych (Pravé křídlo)      | Rusko      | New York Islanders                                | Khimik Moskva Oblast (Rusko)         |
| 49 | Shea Weber (Obránce)                | Kanada     | Nashville Predators                               | Kelowna Rockets (WHL)                |
| 50 | Ivan Baranka (Obránce)              | Slovensko  | New York Rangers (z týmu Boston Bruins)           | Dubnica Spartak (Slovensko)          |
| 51 | Colin McDonald (Pravé křídlo)       | USA        | Edmonton Oilers                                   | New England Jr Huskies (EJHL)        |
| 52 | Corey Crawford (Brankář)            | Kanada     | Chicago Blackhawks                                | Moncton Wildcats (QMJHL)             |
| 53 | Jevgenij Tunik (Centr)              | Rusko      | New York Islanders (z týmu Edmonton Oilers)       | Kristall Elektrostal (Rusko)         |
| 54 | B. J. Crombeen (Pravé křídlo)       | USA        | Dallas Stars (z týmu Mighty Ducks of Anaheim)     | Barrie Colts (OHL)                   |
| 55 | Stefan Meyer (Levé křídlo)          | Kanada     | Florida Panthers (z týmu Pittsburgh Penguins)     | Medicine Hat Tigers (WHL)            |
| 56 | Patrick O'Sullivan (Centr)          | USA        | Minnesota Wild                                    | Mississauga IceDogs (OHL)            |
| 57 | John Doherty (Obránce)              | USA        | Toronto Maple Leafs                               | Phillips Academy (USHS)              |
| 58 | Jeremy Colliton (Centr)             | Kanada     | New York Islanders (z týmu St. Louis Blues)       | Prince Albert Raiders (WHL)          |
| 59 | Michal Barinka (Obránce)            | Česko      | Chicago Blackhawks                                | HC České Budějovice (Česko)          |
| 60 | Marc-André Bernier (Pravé křídlo)   | Kanada     | Vancouver Canucks                                 | Halifax Mooseheads (QMJHL)           |
| 61 | Maxim Lapierre (Centr)              | Kanada     | Montreal Canadiens (z týmu Philadelphia Flyers)   | Montreal Rocket (QMJHL)              |
| 62 | David Backes (Pravé křídlo)         | USA        | St. Louis Blues                                   | Lincoln Stars (USHL)                 |
| 63 | David Liffiton (Obránce)            | Kanada     | Colorado Avalanche                                | Plymouth Whalers (OHL)               |
| 64 | Jimmy Howard (Brankář)              | USA        | Detroit Red Wings                                 | University of Maine (NCAA)           |
| 65 | Branislav Fábry (Pravé křídlo)      | Slovensko  | Buffalo Sabres (z týmu Dallas Stars)              | Slovan Bratislava (Slovensko)        |
| 66 | Masi Marjamaki (Levé křídlo)        | Finsko     | Boston Bruins (z týmu San Jose Sharks)            | Red Deer Rebels (WHL)                |
| 67 | Igor Mirnov (Centr)                 | Rusko      | Ottawa Senators                                   | Dynamo Moskva (Rusko)                |
| 68 | Jean-Francois Jacques (Levé křídlo) | Kanada     | Edmonton Oilers (z týmu New Jersey Devils)        | Baie-Comeau Drakkar (QMJHL)          |

### 3. kolo
| #   | Hráč                             | Národnost  | Tým NHL                                          | Vysokoškolský/juniorský/evropský tým |
| --- | -------------------------------- | ---------- | ------------------------------------------------ | ------------------------------------ |
| 69  | Colin Fraser (Centr)             | Kanada     | Philadelphia Flyers (z týmu Carolina Hurricanes) | Red Deer Rebels (WHL)                |
| 70  | Jonathan Filewich (Pravé křídlo) | Kanada     | Pittsburgh Penguins                              | Prince George Cougars (WHL)          |
| 71  | Dmitrij Kosmačev (Obránce)       | Rusko      | Columbus Blue Jackets                            | CSKA Moskva (Rusko)                  |
| 72  | Michail Žukov (Pravé křídlo)     | Rusko      | Edmonton Oilers                                  | Arboga (Švédsko)                     |
| 73  | Daniel Carcillo (Levé křídlo)    | Kanada     | Pittsburgh Penguins (z týmu Florida Panthers)    | Sarnia Sting (OHL)                   |
| 74  | Clarke MacArthur (Levé křídlo)   | Kanada     | Buffalo Sabres                                   | Medicine Hat Tigers (WHL)            |
| 75  | Ken Roche (Centr)                | USA        | New York Rangers (z týmu San Jose Sharks)        | St. Sebastian's (USHS)               |
| 76  | Richard Stehlík (Obránce)        | Slovensko  | Nashville Predators                              | Sherbrooke Castors (QMJHL)           |
| 77  | Tyler Redenbach (Levé křídlo)    | Kanada     | Phoenix Coyotes (z týmu Atlanta Thrashers)       | Swift Current Broncos (WHL)          |
| 78  | Danny Irmen (Centr)              | USA        | Minnesota Wild (z týmu Calgary Flames)           | Lincoln Stars (USHL)                 |
| 79  | Ryan O'Byrne (Obránce)           | Kanada     | Montreal Canadiens                               | Calgary Hitmen (WHL)                 |
| 80  | Dmitrij Pestunov (Centr)         | Kazachstán | Phoenix Coyotes (z Phoenixu Coyotes)             | Metallurg Magnitogorsk (Rusko)       |
| 81  | Štefan Ružička (Pravé křídlo)    | Slovensko  | Philadelphia Flyers (z týmu New York Rangers)    | Ardo Nitra (Slovensko)               |
| 82  | Ryan Munce (Brankář)             | Kanada     | Los Angeles Kings                                | Sarnia Sting (OHL)                   |
| 83  | Stephen Werner (Pravé křídlo)    | USA        | Washington Capitals (z týmu Chicago Blackhawks)  | University of Massachusetts (NCAA)   |
| 84  | Konstantin Barulin (Brankář)     | Rusko      | St. Louis Blues (z týmu New York Islanders)      | Tyumen (Rusko)                       |
| 85  | Alexandre Picard (Obránce)       | Kanada     | Philadelphia Flyers                              | Halifax Mooseheads (QMJHL)           |
| 86  | Shane Hynes (Pravé křídlo)       | Kanada     | Mighty Ducks of Anaheim (z týmu Boston Bruins)   | Cornell University (NCAA)            |
| 87  | Ryan Potulny (Centr)             | USA        | Philadelphia Flyers (z týmu Edmonton Oilers)     | Lincoln Stars (USHL)                 |
| 88  | Zack Fitzgerald (Obránce)        | USA        | St. Louis Blues                                  | Seattle Thunderbirds (WHL)           |
| 89  | Paul Brown (Pravé křídlo)        | Kanada     | Nashville Predators (z týmu Washington Capitals) | Kamloops Blazers (WHL)               |
| 90  | Juha Alen (Obránce)              | Finsko     | Mighty Ducks of Anaheim                          | Northern Michigan University (NCAA)  |
| 91  | Martin Sagat (Levé křídlo)       | Slovensko  | Toronto Maple Leafs (z týmu Minnesota Wild)      | Dukla Trenčín (Slovensko)            |
| 92  | Alexander Sulzer (Obránce)       | Německo    | Nashville Predators (z týmu Toronto Maple Leafs) | Hamburg Freezers (Německo)           |
| 93  | Ivan Chomutov (Centr)            | Rusko      | New Jersey Devils (ze St. Louis Blues)           | Kristall Elektrostal (Rusko)         |
| 94  | Zack Stortini (Pravé křídlo)     | Kanada     | Edmonton Oilers (z Vancouveru Canucks)           | Sudbury Wolves (OHL)                 |
| 95  | Rick Kozak (Pravé křídlo)        | Kanada     | Philadelphia Flyers                              | Brandon Wheat Kings (WHL)            |
| 96  | Jonathan Boutin (Brankář)        | Kanada     | Tampa Bay Lightning                              | Halifax Mooseheads (QMJHL)           |
| 97  | Ryan Donally (Levé křídlo)       | Kanada     | Calgary Flames (z Colorada Avalanche)            | Windsor Spitfires (OHL)              |
| 98  | Grigorij Šafigulin (Centr)       | Rusko      | Nashville Predators (z Detroitu Red Wings)       | Lokomotiv Jaroslavl (Rusko)          |
| 99  | Matt Nickerson (Obránce)         | USA        | Dallas Stars                                     | Texas Tornado (NAHL)                 |
| 100 | Philippe Seydoux (Obránce)       | Švýcarsko  | Ottawa Senators                                  | Kloten Flyers (Švýcarsko)            |
| 101 | Konstantin Zacharov (Útočník)    | Bělorusko  | St. Louis Blues (z New Jersey Devils)            | Junost Minsk (Bělorusko)             |

### 4. kolo
| #   | Hráč                              | Národnost | Tým NHL                                             | Vysokoškolský/juniorský/evropský tým |
| --- | --------------------------------- | --------- | --------------------------------------------------- | ------------------------------------ |
| 102 | Aaron Dawson (Obránce)            | USA       | Carolina Hurricanes                                 | Peterborough Petes (OHL)             |
| 103 | Kevin Jarman (Levé křídlo)        | Kanada    | Columbus Blue Jackets (z týmu Pittsburgh Penguins)  | Stouffville Spirit (OPJHL)           |
| 104 | Philippe Dupuis (Centr)           | Kanada    | Columbus Blue Jackets                               | Hull Olympiques (QMJHL)              |
| 105 | Martin Lojek (Obránce)            | Česko     | Florida Panthers                                    | Brampton Battalion (OHL)             |
| 106 | Jan Hejda (Obránce)               | Česko     | Buffalo Sabres                                      | Slavia Praha (Česko)                 |
| 107 | Byron Bitz (Pravé křídlo)         | Kanada    | Boston Bruins (z týmu San Jose Sharks)              | Nanaimo Clippers (BCHL)              |
| 108 | Kevin Romy (Pravé křídlo)         | Švýcarsko | Philadelphia Flyers                                 | Genève-Servette HC (Švýcarsko)       |
| 109 | Andreas Valdix (Levé křídlo)      | Švédsko   | Washington Capitals (z týmu Nashville Predators)    | Malmo Redhawks (Švédsko)             |
| 110 | Jimmy Sharrow (Obránce)           | USA       | Atlanta Thrashers                                   | Halifax Mooseheads (QMJHL)           |
| 111 | Brandon Nolan (Levé křídlo)       | Kanada    | Vancouver Canucks                                   | Oshawa Generals (OHL)                |
| 112 | Jamie Tardif (Pravé křídlo)       | Kanada    | Calgary Flames                                      | Peterborough Petes (OHL)             |
| 113 | Corey Locke (Centr)               | Kanada    | Montreal Canadiens                                  | Ottawa 67's (OHL)                    |
| 114 | Denis Ježov (Obránce)             | Rusko     | Buffalo Sabres                                      | Lada Togliatti (Rusko)               |
| 115 | Liam Lindstrom (Centr)            | Kanada    | Phoenix Coyotes                                     | Mora IK (Švédsko)                    |
| 116 | Guillaume Desbiens (Pravé křídlo) | Kanada    | Atlanta Thrashers (z týmu New York Rangers)         | Rouyn-Noranda Huskies (QMJHL)        |
| 117 | Teemu Lassila (Brankář)           | Finsko    | Nashville Predators (z týmu Los Angeles Kings)      | TPS (Finsko)                         |
| 118 | Frank Rediker (Obránce)           | USA       | Boston Bruins                                       | Windsor Spitfires (OHL)              |
| 119 | Nathan Saunders (Obránce)         | Kanada    | Mighty Ducks of Anaheim (z týmu Chicago Blackhawks) | Moncton Wildcats (QMJHL)             |
| 120 | Stefan Blaho (Pravé křídlo)       | Slovensko | New York Islanders                                  | Dukla Trenčín (Slovensko)            |
| 121 | Paul Bissonnette (Obránce)        | Kanada    | Pittsburgh Penguins (z týmu Boston Bruins)          | Saginaw Spirit (OHL)                 |
| 122 | Corey Potter (Obránce)            | USA       | New York Rangers (z týmu Edmonton Oilers)           | Michigan State University (NCAA)     |
| 123 | Danny Stewart (Levé křídlo)       | Kanada    | Montreal Canadiens (z týmu Washington Capitals)     | Rimouski Océanic (QMJHL)             |
| 124 | James Pemberton (Obránce)         | USA       | Florida Panthers (z týmu Mighty Ducks of Anaheim)   | Providence College (NCAA)            |
| 125 | Konstantin Volkov (Pravé křídlo)  | Rusko     | Toronto Maple Leafs (z týmu Minnesota Wild)         | Dynamo Moskva (Rusko)                |
| 126 | Kevin Nastiuk (Brankář)           | Kanada    | Carolina Hurricanes (z týmu Toronto Maple Leafs)    | Medicine Hat Tigers (WHL)            |
| 127 | Alexandre Bolduc (Centr)          | Kanada    | St. Louis Blues                                     | Rouyn-Noranda Huskies (QMJHL)        |
| 128 | Ty Morris (Levé křídlo)           | Kanada    | Vancouver Canucks                                   | St. Albert (AJHL)                    |
| 129 | Patrik Valčák (Pravé křídlo)      | Česko     | Boston Bruins (z Filadelfie Flyers)                 | Ostrava Jr. (Česko)                  |
| 130 | Matěj Trojovský (Obránce)         | Česko     | Carolina Hurricanes (z Tampy Bay Lightning)         | Regina Pats (WHL)                    |
| 131 | David Švagrovský (Pravé křídlo)   | Česko     | Colorado Avalanche                                  | Seattle Thunderbirds (WHL)           |
| 132 | Kyle Quincey (Obránce)            | Kanada    | Detroit Red Wings                                   | Mississauga IceDogs (OHL)            |
| 133 | Rustam Sidikov (Brankář)          | Rusko     | Nashville Predators                                 | CSKA Moskva (Rusko)                  |
| 134 | Alexandr Naurov (Pravé křídlo)    | Rusko     | Dallas Stars                                        | Lokomotiv Jaroslavl (Rusko)          |
| 135 | Mattias Karlsson (Obránce)        | Švédsko   | Ottawa Senators                                     | Brynas IF (Švédsko)                  |
| 136 | Michael Vannelli (Obránce)        | USA       | Atlanta Thrashers (z týmu New Jersey Devils)        | Sioux Falls Stampede (USHL)          |

### 5. kolo
| #   | Hráč                              | Národnost | Tým NHL               | Vysokoškolský/juniorský/evropský tým |
| --- | --------------------------------- | --------- | --------------------- | ------------------------------------ |
| 137 | Tyson Strachan (Obránce)          | Kanada    | Carolina Hurricanes   | Vernon Vipers (BCHL)                 |
| 138 | Arsi Piispanen (Pravé křídlo)     | Finsko    | Columbus Blue Jackets | Jokerit (Finsko)                     |
| 139 | Patrick Ehelechner (Brankář)      | Německo   | San Jose Sharks       | Hannover Scorpions (Německo)         |
| 140 | David Tremblay (Brankář)          | Kanada    | Philadelphia Flyers   | Hull Olympiques (QMJHL)              |
| 141 | Dan Travis (Pravé křídlo)         | USA       | Florida Panthers      | Deerfield Academy (USHS)             |
| 142 | Tim Cook (Obránce)                | USA       | Ottawa Senators       | River City Lancers (USHL)            |
| 143 | Greg Moore (Pravé křídlo)         | USA       | Calgary Flames        | University of Maine (NCAA)           |
| 144 | Eero Kilpelainen (Brankář)        | Finsko    | Dallas Stars          | KalPa (Finsko)                       |
| 145 | Brett Sterling (Levé křídlo)      | USA       | Atlanta Thrashers     | Colorado College (NCAA)              |
| 146 | Mark McCutcheon (Centr)           | USA       | Colorado Avalanche    | New England Jr Falcons (EJHL)        |
| 147 | Kalle Olsson (Pravé křídlo)       | Švédsko   | Edmonton Oilers       | Frolunda HC (Švédsko)                |
| 148 | Lee Stempniak (Pravé křídlo)      | USA       | St. Louis Blues       | Dartmouth College (NCAA)             |
| 149 | Nigel Dawes (Levé křídlo)         | Kanada    | New York Rangers      | Kootenay Ice (WHL)                   |
| 150 | Thomas Morrow (Obránce)           | USA       | Buffalo Sabres        | Des Moines Buccaneers (USHL)         |
| 151 | Lasse Kukkonen (Obránce)          | Finsko    | Chicago Blackhawks    | Karpat (Finsko)                      |
| 152 | Brady Murray (Centr)              | Kanada    | Los Angeles Kings     | Salmon Arm Silverbacks (BCHL)        |
| 153 | Mike Brown (Brankář)              | USA       | Boston Bruins         | Saginaw Spirit (OHL)                 |
| 154 | David Rohlfs (Pravé křídlo)       | USA       | Edmonton Oilers       | Compuware (NAHL)                     |
| 155 | Josh Robertson (Centr)            | USA       | Washington Capitals   | Proctor (USHS)                       |
| 156 | Alexej Ivanov (Centr)             | Rusko     | Chicago Blackhawks    | Lokomotiv Jaroslavl (Rusko)          |
| 157 | Marcin Kolusz (Útočník)           | Polsko    | Minnesota Wild        | Podhale Nowy Targ (Polsko)           |
| 158 | John Mitchell (Centr)             | Kanada    | Toronto Maple Leafs   | Plymouth Whalers (OHL)               |
| 159 | Chris Beckford-Tseu (Brankář)     | Kanada    | St. Louis Blues       | Oshawa Generals (OHL)                |
| 160 | Nicklas Danielsson (Pravé křídlo) | Švédsko   | Vancouver Canucks     | Brynas IF (Švédsko)                  |
| 161 | Jevgenij Isakov (Levé křídlo)     | Rusko     | Pittsburgh Penguins   | Severstal Čerepovec (Rusko)          |
| 162 | Martin Tůma (Obránce)             | Česko     | Florida Panthers      | Litvinov Jr. (Česko)                 |
| 163 | Brad Richardson (Centr)           | Kanada    | Colorado Avalanche    | Owen Sound Attack (OHL)              |
| 164 | Ryan Oulahen (Centr)              | Kanada    | Detroit Red Wings     | Brampton Battalion (OHL)             |
| 165 | Gino Guyer (Centr)                | USA       | Dallas Stars          | University of Minnesota (NCAA)       |
| 166 | Sergej Gimajev (Obránce)          | Rusko     | Ottawa Senators       | Severstal Čerepovec (Rusko)          |
| 167 | Zach Tarkir (Obránce)             | USA       | New Jersey Devils     | Chilliwack Chiefs (BCHL)             |

### 6. kolo
| #   | Hráč                                 | Národnost | Tým NHL                 | Vysokoškolský/juniorský/evropský tým |
| --- | ------------------------------------ | --------- | ----------------------- | ------------------------------------ |
| 168 | Marc Methot (Obránce)                | Kanada    | Columbus Blue Jackets   | London Knights (OHL)                 |
| 169 | Lukáš Bolf (Obránce)                 | Česko     | Pittsburgh Penguins     | HC Sparta Praha (Česko)              |
| 170 | Andreas Sundin (Levé křídlo)         | Švédsko   | Detroit Red Wings       | Linkopings HC (Švédsko)              |
| 171 | Denis Stasjuk (Centr)                | Rusko     | Florida Panthers        | Novokuzněck (Rusko)                  |
| 172 | Pavel Vorošnin (Obránce)             | Rusko     | Buffalo Sabres          | Mississauga IceDogs (OHL)            |
| 173 | Tyler Johnson (Centr)                | Kanada    | Calgary Flames          | Moose Jaw Warriors (WHL)             |
| 174 | Esa Pirnes (Centr)                   | Finsko    | Los Angeles Kings       | Tappara (Finsko)                     |
| 175 | Mike Hamilton (Útočník)              | Kanada    | Atlanta Thrashers       | Merritt Centennials (BCHL)           |
| 176 | Ivan Dornic (Centr)                  | Slovensko | New York Rangers        | HC Slovan Bratislava (Slovensko)     |
| 177 | Christopher Heino-Lindberg (Brankář) | Švédsko   | Montreal Canadiens      | Hammarby IF (Švédsko)                |
| 178 | Ryan Gibbons (Pravé křídlo)          | Kanada    | Phoenix Coyotes         | Seattle Thunderbirds (WHL)           |
| 179 | Philippe Furrer (Obránce)            | Švýcarsko | New York Rangers        | Bern (Švýcarsko)                     |
| 180 | Chris Holt (Brankář)                 | USA       | New York Rangers        | U.S. National Development Program    |
| 181 | Johan Andersson (Centr)              | Švédsko   | Chicago Blackhawks      | Troja (Švédsko)                      |
| 182 | Bruno Gervais (Obránce)              | Kanada    | New York Islanders      | Acadie-Bathurst Titan (QMJHL)        |
| 183 | Nate Thompson (Centr)                | USA       | Boston Bruins           | Seattle Thunderbirds (WHL)           |
| 184 | Dragan Umicevic (Levé křídlo)        | Švédsko   | Edmonton Oilers         | Sodertalje SK (Švédsko)              |
| 185 | Francis Wathier (Levé křídlo)        | Kanada    | Dallas Stars            | Hull Olympiques (QMJHL)              |
| 186 | Drew Miller (Levé křídlo)            | USA       | Mighty Ducks of Anaheim | River City Lancers (USHL)            |
| 187 | Miroslav Kopřiva (Brankář)           | Česko     | Minnesota Wild          | HC Rabat Kladno (Česko)              |
| 188 | Mark Flood (Obránce)                 | Kanada    | Montreal Canadiens      | Peterborough Petes (OHL)             |
| 189 | Jonathan Lehun (Centr)               | USA       | St. Louis Blues         | St. Cloud State University (NCAA)    |
| 190 | Chad Brownlee (Obránce)              | Kanada    | Vancouver Canucks       | Vernon Vipers (BCHL)                 |
| 191 | Rejean Beauchemin (Brankář)          | Kanada    | Philadelphia Flyers     | Prince Albert Raiders (WHL)          |
| 192 | Doug O'Brien (Obránce)               | Kanada    | Tampa Bay Lightning     | Hull Olympiques (QMJHL)              |
| 193 | Ville Hostikka (Brankář)             | Finsko    | Philadelphia Flyers     | SaiPa (Finsko)                       |
| 194 | Stefan Blom (Obránce)                | Švédsko   | Detroit Red Wings       | Hammarby IF Hockey (Švédsko)         |
| 195 | Drew Bagnall (Obránce)               | Kanada    | Dallas Stars            | Battlefords North Stars (SJHL)       |
| 196 | Elias Granath (Obránce)              | Švédsko   | Dallas Stars            | Leksands IF (Švédsko)                |
| 197 | Jason Smith (Brankář)                | Kanada    | New Jersey Devils       | Lennoxville (LHJAAAQ)                |

### 7. kolo
| #   | Hráč                             | Národnost | Tým NHL                 | Vysokoškolský/juniorský/evropský tým |
| --- | -------------------------------- | --------- | ----------------------- | ------------------------------------ |
| 198 | Shay Stephenson (Levé křídlo)    | Kanada    | Carolina Hurricanes     | Red Deer Rebels (WHL)                |
| 199 | Andy Chiodo (Brankář)            | Kanada    | Pittsburgh Penguins     | Toronto St. Michael's Majors (OHL)   |
| 200 | Alexandr Guskov (Obránce)        | Rusko     | Columbus Blue Jackets   | Lokomotiv Jaroslavl (Rusko)          |
| 201 | Jonathan Tremblay (Pravé křídlo) | Kanada    | San Jose Sharks         | Acadie-Bathurst Titan (QMJHL)        |
| 202 | Nathan Paetsch (Obránce)         | Kanada    | Buffalo Sabres          | Moose Jaw Warriors (WHL)             |
| 203 | Denis Loginov (Centr)            | Rusko     | Atlanta Thrashers       | Ak Bars Kazaň (Rusko)                |
| 204 | Linus Videll (Levé křídlo)       | Švédsko   | Colorado Avalanche      | Sodertalje SK (Švédsko)              |
| 205 | Joe Pavelski (Centr)             | USA       | San Jose Sharks         | Waterloo Blackhawks (USHL)           |
| 206 | Thomas Bellemare (Obránce)       | Kanada    | Calgary Flames          | Drummondville Voltigeurs (QMJHL)     |
| 207 | Grigorij Mišarin (Obránce)       | Rusko     | Minnesota Wild          | Jekatěrinburg (Rusko)                |
| 208 | Randall Gelech (Pravé křídlo)    | Kanada    | Phoenix Coyotes         | Kelowna Rockets (WHL)                |
| 209 | Dylan Reese (Obránce)            | USA       | New York Rangers        | Pittsburgh (NAHL)                    |
| 210 | Andrej Muchačev (Obránce)        | Rusko     | Nashville Predators     | HC CSKA Moskva (Rusko)               |
| 211 | Mike Brodeur (Brankář)           | Kanada    | Chicago Blackhawks      | Camrose Kodiaks (AJHL)               |
| 212 | Denis Řehák (Obránce)            | Slovensko | New York Islanders      | Dukla Trenčín Jr. (Slovensko)        |
| 213 | Miroslav Hanuljak (Brankář)      | Česko     | Nashville Predators     | Litvinov Jr. (Česko)                 |
| 214 | Kyle Brodziak (Centr)            | Kanada    | Edmonton Oilers         | Moose Jaw Warriors (WHL)             |
| 215 | Mathieu Roy (Obránce)            | Kanada    | Edmonton Oilers         | Val-d'Or Foreurs (QMJHL)             |
| 216 | Kai Hospelt (Útočník)            | Německo   | San Jose Sharks         | Kolner Haie (Německo)                |
| 217 | Oskari Korpikari (Obránce)       | Finsko    | Montreal Canadiens      | Karpat (Finsko)                      |
| 218 | Dirk Southern (Centr)            | Kanada    | Mighty Ducks of Anaheim | Northern Michigan (NCAA)             |
| 219 | Adam Courchaine (Centr)          | Kanada    | Minnesota Wild          | Vancouver Giants (WHL)               |
| 220 | Jeremy Williams (Centr)          | Kanada    | Toronto Maple Leafs     | Swift Current Broncos (WHL)          |
| 221 | Jevgenij Skačkov (Levé křídlo)   | Rusko     | St. Louis Blues         | Kapitan Jr. (Rusko)                  |
| 222 | Francois-Pierre Guenette (Centr) | Kanada    | Vancouver Canucks       | Halifax Mooseheads (QMJHL)           |
| 223 | Dany Roussin (Levé křídlo)       | Kanada    | Florida Panthers        | Rimouski Océanic (QMJHL)             |
| 224 | Gerald Coleman (Brankář)         | USA       | Tampa Bay Lightning     | London Knights (OHL)                 |
| 226 | Tomas Kollar (Levé křídlo)       | Švédsko   | Detroit Red Wings       | Hammarby IF (Švédsko)                |
| 229 | Stephen Dixon (Centr)            | Kanada    | Pittsburgh Penguins     | Cape Breton Screaming Eagles (QMJHL) |

### 8. kolo
| #    | Hráč                          | Národnost | Tým NHL               | Vysokoškolský/juniorský/evropský tým |
| ---- | ----------------------------- | --------- | --------------------- | ------------------------------------ |
| 230. | Jamie Hoffmann (Centr)        | USA       | Carolina Hurricanes   | Des Moines Buccaneers (USHL)         |
| 231. | Matt Zaba (Brankář)           | Kanada    | Los Angeles Kings     | Vernon (BCHL)                        |
| 232. | Joe Jensen (Pravé křídlo)     | USA       | Pittsburgh Penguins   | St. Cloud State (USA)                |
| 233. | Mathieu Gravel (Levé křídlo)  | Kanada    | Columbus Blue Jackets | Shawinigan Cataractes (QMJHL)        |
| 234. | Petr Kadlec (Obránce)         | Česko     | Florida Panthers      | Slavia (Česko)                       |
| 235. | Jeff Weber (Brankář)          | Kanada    | Buffalo Sabres        | Plymouth Whalers (OHL)               |
| 236. | Alexander Hult (Centr)        | Švédsko   | San Jose Sharks       | Tranas (Švédsko)                     |
| 237. | Shaun Landolt (Pravé křídlo)  | Kanada    | Toronto Maple Leafs   | Calgary Hitmen (WHL)                 |
| 238. | Cody Blanshan (Obránce)       | USA       | New York Islanders    | Nebraska-Omaha (NCAA)                |
| 239. | Tobias Enstrom (Obránce)      | Švédsko   | Atlanta Thrashers     | Modo Hockey (Švédsko)                |
| 240. | Cam Cunning (Levé křídlo)     | Kanada    | Calgary Flames        | Kamloops Blazers (WHL)               |
| 241. | Jimmy Bonneau (Levé křídlo)   | Kanada    | Montreal Canadiens    | Montreal Rocket (QMJHL)              |
| 242. | Eduard Lewandowskij (Útočník) | Rusko     | Phoenix Coyotes       | Kolner Haie (Německo)                |
| 243. | Jan Marek (Útočník)           | Česko     | New York Rangers      | HC Oceláři Třinec (Česko)            |
| 244. | Mike Sullivan (Centr)         | Kanada    | Los Angeles Kings     | Stouffville Spirit (OPJRA)           |
| 245. | Dustin Byfuglien (Obránce)    | USA       | Chicago Blackhawks    | Prince George Cougars (WHL)          |
| 246. | Igor Volkov (Pravé křídlo)    | Rusko     | New York Islanders    | free agent                           |
| 247. | Benoit Mondou (Centr)         | Kanada    | Boston Bruins         | Shawinigan Cataractes (QMJHL)        |
| 250. | Shane O'Brien (Obránce)       | Kanada    | Anaheim Ducks         | Kingston Frontenacs (OHL)            |
| 253. | Andrej Pervyšin (Obránce)     | Rusko     | St. Louis Blues       |                                      |
| 254. | Nathan McIver (Obránce)       | Kanada    | Vancouver Canucks     | Toronto St. Michael's Majors (OHL)   |
| 259. | Niko Vainio (Obránce)         | Finsko    | Dallas Stars          | Jokerit (Finsko)                     |
| 261. | Joey Tenute (Centr)           | Kanada    | New Jersey Devils     | Sarnia Sting (OHL)                   |

### 9. kolo
| #   | Hráč                                 | Národnost | Tým NHL                 | Vysokoškolský/juniorský/evropský tým |
| --- | ------------------------------------ | --------- | ----------------------- | ------------------------------------ |
| 262 | Ryan Rorabeck (Centr)                | Kanada    | Carolina Hurricanes     | Toronto St. Michael's Majors (OHL)   |
| 263 | Matt Moulson (Levé křídlo)           | Kanada    | Pittsburgh Penguins     | Cornell University (NCAA)            |
| 264 | John Hecimovic (Pravé křídlo)        | Kanada    | Florida Panthers        | Sarnia Sting (OHL)                   |
| 265 | Tanner Glass (Útočník)               | Kanada    | Florida Panthers        | Dartmouth College (ECAC)             |
| 266 | Louis Philippe Martin (Pravé křídlo) | Kanada    | Buffalo Sabres          | Baie-Comeau Drakkar (QMJHL)          |
| 267 | Brian O'Hanley (Obránce)             | USA       | San Jose Sharks         | Boston College High School (USHS)    |
| 268 | Lauris Darzins (Útočník)             | Lotyšsko  | Nashville Predators     | Lukko Jr. (Finsko)                   |
| 269 | Rylan Kaip (Centr)                   | Kanada    | Atlanta Thrashers       | Notre Dame Hounds (SJHL)             |
| 270 | Kevin Harvey (Levé křídlo)           | Kanada    | Calgary Flames          | Georgetown (OPJRA)                   |
| 271 | Jaroslav Halák (Brankář)             | Slovensko | Montreal Canadiens      | Bratislava Jr. (Slovensko)           |
| 272 | Sean Sullivan (Obránce)              | USA       | Phoenix Coyotes         | St. Sebastian's (USHS)               |
| 273 | Albert Višnyjakov (Levé křídlo)      | Rusko     | Tampa Bay Lightning     | Ak Bars Kazaň (Rusko)                |
| 274 | Martin Guerin (Pravé křídlo)         | USA       | Los Angeles Kings       | Des Moines Buccaneers (USHL)         |
| 275 | Michael Grenzy (Obránce)             | USA       | Chicago Blackhawks      | Chicago Steel (USHL)                 |
| 276 | Carter Lee (Útočník)                 | USA       | San Jose Sharks         | Canterbury (USHS)                    |
| 277 | Kevin Regan (Brankář)                | USA       | Boston Bruins           | St. Sebastian's (USHS)               |
| 278 | Troy Bodie (Pravé křídlo)            | Kanada    | Edmonton Oilers         | Kelowna Rockets (WHL)                |
| 279 | Mark Olafson (Pravé křídlo)          | Kanada    | Washington Capitals     | Kelowna Rockets (WHL)                |
| 280 | Ville Mantymaa (Obránce)             | Finsko    | Mighty Ducks of Anaheim | Tappara (Finsko)                     |
| 281 | Jean-Michel Bolduc (Obránce)         | USA       | Minnesota Wild          | Quebec Remparts (QMJHL)              |
| 282 | Chris Porter (Centr)                 | Kanada    | Chicago Blackhawks      | Lincoln Stars (USHL)                 |
| 283 | Trevor Hendrikx (Obránce)            | Kanada    | Columbus Blue Jackets   | Peterborough Petes (OHL)             |
| 284 | Juha-Matti Aaltonen (Levé křídlo)    | Finsko    | St. Louis Blues         | Karpat (Finsko)                      |
| 285 | Matthew Hansen (Obránce)             | Kanada    | Vancouver Canucks       | Seattle Thunderbirds (WHL)           |
| 286 | Zdyněk Hrdel (Centr)                 | Česko     | Tampa Bay Lightning     | Rimouski Océanic (QMJHL)             |
| 287 | Nick Tarnasky (Centr)                | Kanada    | Tampa Bay Lightning     | Lethbridge Hurricanes (WHL)          |
| 288 | David Jones (Pravé křídlo)           | Kanada    | Colorado Avalanche      | Coquitlam (BCHL)                     |
| 289 | Mikael Johansson (Centr)             | Švédsko   | Detroit Red Wings       | Arvika (Švédsko)                     |
| 290 | Loic Burkhalter (Útočník)            | Švýcarsko | Phoenix Coyotes         | HC Ambri-Piotta (Švýcarsko)          |
| 291 | Brian Elliott (Brankář)              | Kanada    | Ottawa Senators         | Ajax (OPJRA)                         |
| 292 | Arsenij Bondarev (Levé křídlo)       | Rusko     | New Jersey Devils       | Lokomotiv Jaroslavl (Rusko)          |